# Gymnoscelis erymna
Gymnoscelis erymna là một loài bướm đêm trong họ Geometridae.